# ウタトラン

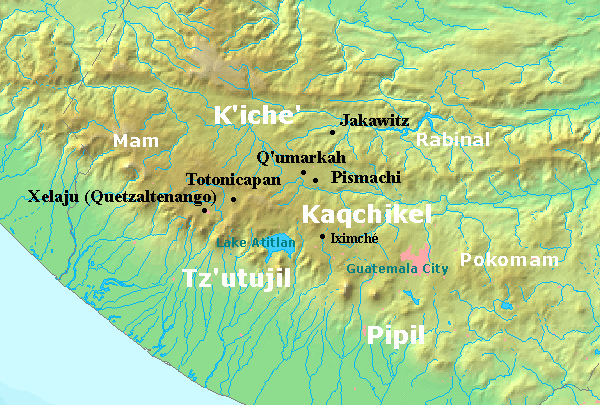
後古典期のグアテマラ高地

ウタトラン（Utatlán）またはクマルカフ（Q'um'arkaj）は、グアテマラ、キチェ県にある高地マヤ西部の遺跡。後古典期後期のキチェ王国の首都だったが、1524年、ペドロ・デ・アルバラード率いるスペインと先住民の連合軍によって滅ぼされた。

## 遺跡
ウタトランはスペインに協力していたトラスカラ人による名称で、ナワトル語で「葦の場所」を意味する。キチェ語名のクマルカフは文字通りには「腐った茎」で、「古い葦の場所」を意味し、トゥランと同義である。
ウタトランは深い谷に囲まれた山の頂上に建設されている。
キチェ自身の記した『ポポル・ヴフ』や植民地時代の文書と比較することにより、ウタトランの各建造物が何の目的で使われたかを明らかにすることが可能であり、このためにほかの遺跡よりも詳しくわかっている。
建造物にはリネージの会議の建物、神殿、宮殿（支配者層の住居）がある。宮殿の壁からは壁画の痕跡が発見された。
中央広場の西にあるトヒル神殿は現在は残骸しか残っていないが、もっとも重要な建造物で、ここで人間が生贄にされた。東にはアウィリシュ神殿、南にハカウィツ神殿、中央にはククマツ神殿があった。トヒル神殿の南と広場の西部には大きな球戯場がある。広場の北には洞窟とトンネルがあり、現在も供物を捧げるのに使われている。

## 歴史
放射性炭素年代測定によれば、ウタトランの町は1129-1142年の間に建設された。
ウタトランは4つの主要なリネージの代表によって支配されていた。同様の支配形式はユカタンにも見られる。ウタトランの町の構造はキチェの宇宙観、宗教、社会構造を反映していた。
1524年、ペドロ・デ・アルバラード率いるスペイン軍がウタトランに入り、町を焼き払った。2キロメートル東にスペイン・トラスカラ同盟の都市であるサンタ・クルス・デル・キチェが建設されてこの地方の行政の中心となり、キチェはチチカステナンゴに強制移住させられた。しかしその数年後には再びウタトランにキチェが住むようになり、現在もキチェのシャーマンにとっては供物を捧げる重要な場所である。20世紀のグアテマラ内戦中、ウタトランはマヤ人の抵抗の象徴となり、遺跡の一角に軍事基地が設けられた。

## 調査

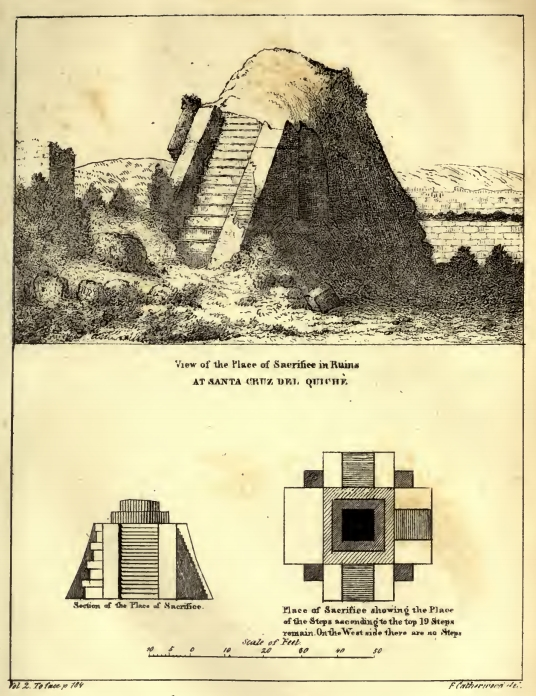
キャザーウッドによる1840年のトヒル神殿

ウタトラン遺跡の訪問者によって17世紀以来多数の報告が行われている。1834年にミゲル・リベラ・イ・マエストレが探検を行った。フレデリック・キャザーウッドは地図とトヒル神殿の絵を描いた。アルフレッド・モーズリーが1887年に訪れた。
ウタトラン遺跡の考古学的調査は1940年代のロバート・ウォーチョープにはじまる。ロバート・カーマックが率いる1970年代のニューヨーク州立大学オールバニ校の調査はもっとも詳細なものだった。2003年から2006年にかけて、ラケル・マカリオとクマルカフ民族考古学プロジェクトによる調査が行われた。